# Championnat d'Allemagne de football de deuxième division 1950-1951
Navigation
2. Oberliga
1949-1950 2. Oberligen
1951-1952
La 2. Oberliga 1950-1951 fut la 2e saison de 2. Oberliga (parfois également appelée II. Division), une ligue située au 2e échelon du football allemand dans certaines régions. Lors de la saison 1949-1950, seule l'Ouest de l'Allemagne (Land de Rhénanie du Nord-Wesphalie) disposait d'une 2. Oberliga à deux sous-groupes. L'Allemagne du Sud (Länder de Hesse, Bade-Wurtemberg et Bavière) suit le mouvement et introduit sa propre 2. Oberliga pour la saison 1950-1951, et l'Allemagne du Sud-Ouest (Land de Rhénanie-Palatinat et protectorat puis Land de Sarre) suivra la saison suivante. En Allemagne du Nord (Länder de Basse-Saxe et de Schleswig-Holstein ainsi que villes libres de Hambourg et Brême), et à Berlin-Ouest, ce sont les Amateurligen qui jouaient le rôle de 2de division.

## 2. Oberliga West
Le 2. Oberliga West 1950-1951 fut une ligue située au 2e niveau de la hiérarchie du football ouest-allemand.
Ce fut la 2e édition de cette ligue qui couvrait le même territoire que l'Oberliga West, c'est-à-dire le Land de Rhénanie du Nord-Wesphalie, donc les clubs affiliés à une des trois fédérations composant la Westdeutscher Fußball-und Leichtathletikverband (WFLV).
Pour cette deuxième saison, la ligue se composa encore de deux groupes de valeur équivalente. Les deux champions et les deux vice-champions furent promus en Oberliga West pour la saison suivante.

### Compétition

#### Légende
| Légende       | |
| C             | Champion 2. Liga West & promu en Oberliga West la saison suivante.                                          |
| P             | promu en Oberliga West la saison suivante.                                                                  |
| TF            | club qualifié pour prendre part à un tour final avec des équipes de l'Oberliga West pour une place montante |
| R             | Relégué sportif vers les séries de Landesliga en vue de la saison suivante                                  |
| en diminution | club relégué de l'Oberliga West depuis la saison précédente                                                 |

#### Classements
Lors de cette saison, il n'y eut pas de "test-match" entre les champions des deux groupes. Les deux premiers de chaque série furent promus en Oberliga.

##### Groupe 1
|    |    |                            | M  | G  | N  | P  | +  | -  | Avg  | Pts |
| -- | -- | -------------------------- | -- | -- | -- | -- | -- | -- | ---- | --- |
| C  | 1  | Meidericher SV             | 30 | 21 | 6  | 3  | 90 | 37 | 2,43 | 46  |
| TF | 2  | Schwarz-Weiss Essen        | 30 | 17 | 5  | 8  | 79 | 44 | 1,80 | 39  |
|    | 3  | Duisburg FV 08             | 30 | 16 | 5  | 9  | 67 | 52 | 1,29 | 37  |
|    | 4  | SV Sodingen                | 30 | 13 | 8  | 9  | 64 | 39 | 1,64 | 34  |
|    | 5  | SG Eintracht Gelsenkirchen | 30 | 13 | 8  | 9  | 48 | 40 | 1,20 | 34  |
|    | 6  | SC Westfalia Herne         | 30 | 14 | 5  | 11 | 66 | 58 | 1,14 | 33  |
|    | 7  | VfL Bochum                 | 30 | 15 | 3  | 12 | 54 | 52 | 1,04 | 33  |
|    | 8  | TuS Essen-West             | 30 | 12 | 7  | 11 | 59 | 59 | 1,00 | 31  |
|    | 9  | DSC Arminia Bielefeld      | 30 | 10 | 7  | 13 | 64 | 68 | 0,94 | 27  |
|    | 10 | SG Wattenscheid 09         | 30 | 11 | 5  | 14 | 44 | 57 | 0,77 | 27  |
|    | 11 | VfB 03 Bielefeld           | 30 | 8  | 10 | 12 | 48 | 58 | 0,83 | 26  |
|    | 12 | TSV Detmold                | 30 | 10 | 6  | 14 | 40 | 50 | 0,80 | 26  |
|    | 13 | SpVgg Herten 07/12         | 30 | 7  | 9  | 14 | 42 | 67 | 0,63 | 23  |
|    | 14 | SSV Hagen                  | 30 | 9  | 5  | 16 | 52 | 89 | 0,58 | 23  |
|    | 15 | FV Hombruch 09             | 30 | 7  | 6  | 17 | 55 | 87 | 0,63 | 20  |
|    | 16 | Sportfreunde Wanne-Eickel  | 30 | 7  | 5  | 18 | 58 | 79 | 0,73 | 19  |

##### Groupe 2
|    |    |                         | M  | G  | N  | P  | +  | -  | Avg  | Pts |
| -- | -- | ----------------------- | -- | -- | -- | -- | -- | -- | ---- | --- |
| C  | 1  | Bayer 04 Leverkusen     | 30 | 21 | 5  | 4  | 69 | 36 | 1,77 | 47  |
| TF | 2  | SSV 04 Wuppertal        | 30 | 16 | 8  | 6  | 77 | 42 | 1,83 | 40  |
|    | 3  | SV Bergisch Gladbach 09 | 30 | 14 | 6  | 10 | 64 | 57 | 1,12 | 34  |
|    | 4  | TSG Vohwinkel           | 30 | 11 | 11 | 8  | 62 | 49 | 1,27 | 33  |
|    | 5  | VfL Benrath             | 30 | 13 | 6  | 11 | 54 | 46 | 1,17 | 32  |
|    | 6  | VfB Marathon Remscheid  | 30 | 13 | 5  | 12 | 51 | 50 | 1,02 | 31  |
|    | 7  | SC Rapid Köln           | 30 | 13 | 5  | 12 | 53 | 56 | 0,95 | 31  |
|    | 8  | VfL Köln 1899           | 30 | 12 | 5  | 13 | 45 | 58 | 0,78 | 29  |
|    | 9  | SC West Köln            | 30 | 10 | 8  | 12 | 52 | 67 | 0,78 | 28  |
|    | 10 | TuRU Düsseldorf         | 30 | 12 | 3  | 15 | 67 | 67 | 1,00 | 27  |
|    | 11 | SG Düren 99             | 30 | 11 | 5  | 14 | 54 | 57 | 0,95 | 27  |
|    | 12 | Preussen Krefeld        | 30 | 11 | 5  | 14 | 64 | 70 | 0,91 | 27  |
|    | 13 | CSV 1910 Krefeld        | 30 | 9  | 9  | 12 | 57 | 65 | 0,87 | 27  |
|    | 14 | Union Ohligs            | 30 | 11 | 3  | 16 | 55 | 60 | 0,92 | 25  |
|    | 15 | SV Rhenania 05 Würselen | 30 | 9  | 5  | 16 | 42 | 52 | 0,81 | 23  |
|    | 16 | SC Fortuna Köln         | 30 | 7  | 5  | 18 | 53 | 87 | 0,61 | 19  |

- En avril 1951, la fusion du BV Union 05 Krefeld et du Crefelder 1910 SV Krefeld qui formait le CSV 1910 Krefeld fut arrêtée. Les deux clubs poursuivirent leur route distinctement. Le BV Union 05 Krefeld conserva la place en 2. Oberliga West.

- En fin de saison, les clubs du SC West Köln et du VfL Köln 1899 conclurent un accord pour former une Spielgemeinschaft et jouer sous le nom de SG VfL 99/SC West la saison suivante.

### Barrage pour la montée
À la fin de la saison, un barrage opposa les deux vice-champion de la 2. Oberliga West : Schwarz-Weiss Essen et SSV 04 Wuppertal avec deux équipes de l'Oberliga West: Aachener TSV Alemannia et Rot-Weiss Oberhausen. 
|      |   |                              | M | G | N | P | +  | -  | Avg  | Pts |
| ---- | - | ---------------------------- | - | - | - | - | -- | -- | ---- | --- |
| OL   | 1 | Aachener TSV Alemannia (OL)  | 6 | 4 | 1 | 1 | 17 | 8  | 2,13 | 9   |
| OL   | 2 | Schwarz-Weiss Essen (2.OL-1) | 6 | 4 | 0 | 2 | 14 | 12 | 1,17 | 8   |
| 2.OL | 3 | SSV 04 Wuppertal (2.OL-2)    | 6 | 2 | 1 | 3 | 10 | 12 | 0,83 | 5   |
| 2.OL | 4 | Rot-Weiss Oberhausen (OL)    | 6 | 1 | 0 | 5 | 9  | 18 | 0,50 | 2   |

| Légende |                                                                         |
| OL      | Maintien ou promotion en Oberliga West en vue de la saison suivante     |
| 2.OL    | Maintien ou relégation en 2. Oberliga West en vue de la saison suivante |

Alemannia Aachen assura son maintien alors que Schwarz-Weiss Essen fut promu.

### Relégués d'Oberliga
À la fin de cette saison 1950-1951, les équipes qui descendirent d'Oberliga furent:
- Borussia München-Gladbach [1]
- Duisburger SpV
- Rot-Weiss Oberhausen

### Montants des séries inférieures
En vue de la saison suivante, le SpVgg Röhlinghausen et le VfB Bottrop sont promus.

## 2. Oberliga Süd
Pour un article plus général, voir Zweite Oberliga Sud (1950-1963).
Le 2. Oberliga Süd 1950-1951 fut une ligue située au 2e niveau de la hiérarchie du football ouest-allemand.
Ce fut la 1re édition de cette ligue qui couvrait le même territoire que l'Oberliga Süd, c'est-à-dire les Länder de Bade-Wurtemberg, de Bavière et de Hesse.
Les deux premiers classés furent promus en Oberliga Süd pour la saison suivante.

### Compétition

#### Légende
| Légende         |                                                                        |
| C               | Champion 2. Liga Süd & promu en Oberliga Süd la saison suivante.       |
| P               | promu en Oberliga Süd la saison suivante                               |
| (SW)            | club reversé depuis l'Oberliga Südwest                                 |
| R               | Relégué vers les séries de 1. Amateurliga en vue de la saison suivante |
| en diminution   | club relégué de l'Oberliga Süd depuis la saison précédente             |
| en augmentation | club promu des séries de Landesliga depuis la saison précédente        |

#### Classement
|   |    |                           | M  | G  | N | P  | +   | -   | Avg  | Pts |
| - | -- | ------------------------- | -- | -- | - | -- | --- | --- | ---- | --- |
| C | 1  | SV Stuttgarter Kickers    | 34 | 23 | 6 | 5  | 115 | 47  | 2,45 | 52  |
| P | 2  | SV Viktoria Aschaffenburg | 34 | 19 | 5 | 10 | 84  | 57  | 1,47 | 43  |
|   | 3  | SSV Jahn Regensburg       | 34 | 18 | 4 | 12 | 58  | 38  | 1,53 | 40  |
|   | 4  | KSV Hessen Kassel         | 34 | 17 | 6 | 11 | 81  | 58  | 1,40 | 40  |
|   | 5  | ASV Cham                  | 34 | 16 | 7 | 11 | 65  | 44  | 1,48 | 39  |
|   | 6  | 1. FC Pforzheim           | 34 | 16 | 7 | 11 | 65  | 51  | 1,27 | 39  |
|   | 7  | TSV 1861 Straubing        | 34 | 16 | 6 | 12 | 76  | 59  | 1,29 | 38  |
|   | 8  | FC Bayern Hof 1910        | 34 | 16 | 6 | 12 | 51  | 45  | 1,13 | 38  |
|   | 9  | SV Wiesbaden              | 34 | 15 | 7 | 12 | 74  | 54  | 1,37 | 37  |
|   | 10 | TSG 1846 Ulm              | 34 | 14 | 8 | 12 | 62  | 63  | 0,98 | 36  |
|   | 11 | ASV Durlach 02            | 34 | 15 | 5 | 14 | 72  | 62  | 1,16 | 35  |
|   | 12 | 1. FC 01 Bamberg          | 34 | 13 | 9 | 12 | 47  | 45  | 1,04 | 35  |
|   | 13 | FC Wacker München         | 34 | 15 | 4 | 15 | 71  | 74  | 0,96 | 34  |
|   | 14 | Freiburger FC (SW)        | 34 | 11 | 9 | 14 | 55  | 70  | 0,79 | 31  |
| R | 15 | SG Arheilgen              | 34 | 10 | 7 | 17 | 52  | 94  | 0,55 | 27  |
| R | 16 | Union Böckingen           | 34 | 7  | 8 | 19 | 36  | 66  | 0,55 | 22  |
| R | 17 | VfL Konstanz (SW)         | 34 | 9  | 1 | 24 | 41  | 97  | 0,42 | 19  |
| R | 18 | SV 03 Tübingen (SW)       | 34 | 2  | 3 | 29 | 26  | 110 | 0,24 | 7   |

### Relégués d'Oberliga
À la fin de cette saison, les clubs qui descendirent d'Oberliga Süd furent:
- SV Darmstadt 98
- BC Augsburg
- FC Singen 04
- SSV Reutlingen

### Montants des séries inférieures
Les quatre derniers classés furent relégués vers les séries inférieures et, en vue de la saison suivante, furent remplacées par VfR Aalen et ASV Feudenheim.

#### Résultats du tour final des Amateurligen
| Légende | |
| B       | club devant disputer des barrages pour désigner les promus en 2. Oberliga Süd, la saison suivante. |

Le tour final concerna les cinq champions des Amateurligen. Le vainqueur de l’Amateurliga Bayern, de l’Amateurliga Hessen et de l’Amateurliga Würtemberg étaient automatiquement qualifiés. Le champion de l’Amateurliga Badenet celui de l’Amateurliga Südbaden durent jouer un barrage pour désigner le qualifié. Les deux équipes remportèrent leur match à domicile. Un test-match, joué à Pforzheim, fut organisé pour les départager.
- Tour préliminaire:

| Date       | Match                            | Résultat |
| ---------- | -------------------------------- | -------- |
| xx/xx/1951 | FC 08 Villingen – ASV Feudenheim | 2-0      |
| xx/xx/1951 | ASV Feudenheim – FC 08 Villingen | 2-0      |

- Tour préliminaire - Match d'appui: rencontre jouée à Pforzheim

| Date       | Match                            | Résultat |           |
| ---------- | -------------------------------- | -------- | --------- |
| xx/xx/1951 | FC 08 Villingen – ASV Feudenheim | 0-1      | ap. prol. |

- Tour final

|   |   |                           | M | G | N | P | +  | -  | Avg  | Pts |
| - | - | ------------------------- | - | - | - | - | -- | -- | ---- | --- |
| B | 1 | VfR Aalen                 | 6 | ? | ? | ? | 12 | 8  | 1,50 | 7   |
| B | 2 | ASV Feudenheim            | 6 | ? | ? | ? | 10 | 4  | 2,50 | 7   |
| B | 3 | VfL 07 Neustadt           | 6 | ? | ? | ? | 20 | 14 | 1,43 | 7   |
|   | 4 | FC 09 Olympia Lampertheim | 6 | ? | ? | ? | 8  | 14 | 0,57 | 3   |

- Tour final - Matches d'appui:

| Date       | Match                            | Résultat |                 |
| ---------- | -------------------------------- | -------- | --------------- |
| xx/xx/1951 | VfR Aalen – ASV Feudenheim       | 5-0      | à Würzburg      |
| xx/xx/1951 | ASV Feudenheim – VfL 07 Neustadt | 0-1      | à Aschaffenburg |
| xx/xx/1951 | VfL 07 Neustadt – VfR Aalen      | -        | non disputée    |

En raison de la triple égalité de points, des matches de barrage furent disputés. À Würzburg, le VfR Aalen s'imposa (5-0) contre l'ASV Feudenheim. Celui-ci battit ensuite le VfL 07 Neustadt (1-0) à Aschaffenburg. Pour des raisons inconnues, la partie entre Aalen et Neustadt ne fut pas jouée.